# Gílson Paulo
Gílson Paulo de Mello Filho meglio conosciuto come Gílson Paulo (Rio de Janeiro, 1º maggio 1949) è un allenatore di calcio brasiliano.

## Carriera
Sebbene il suo contratto come allenatore della Nazionale maschile di calcio della Guinea Equatoriale avesse inizialmente la durata di due mesi, le vittorie contro Libia e Senegal alla Coppa d'Africa 2012 hanno fatto sì che fosse prolungato fino alla fine dell'anno.
In precedenza, Gílson Paulo aveva ricoperto un incarico dirigenziale presso il Vasco da Gama.